# Tectaria mesodon
Tectaria mesodon är en ormbunkeart som först beskrevs av Edwin Bingham Copeland, och fick sitt nu gällande namn av M. Price. Tectaria mesodon ingår i släktet Tectaria och familjen Tectariaceae. Inga underarter finns listade.